# Pack
Pack är en ort i kommunen Hirschegg-Pack i distriktet Voitsberg  i förbundslandet Steiermark i Österrike. Pack var tidigare en självständig kommun, men blev den 1 januari 2015 en del av kommunen Hirschegg-Pack.